# Måns Nathanaelson
Måns Gustaf Daniel Nathanaelson (født 18. september 1976 i Stockholm) er en svensk skuespiller. Han er blandt andet berømt for rollen som Oskar Bergman i tv-serien Beck.

## Udvalgt filmografi
- Rederiet (tv-serie, 1995-1997)
- Vita lögner (tv-serie, 1998)
- Kim Novak badede aldrig i Genesarets sø (2005)
- Beck (tv-serie, 2006-2024)
- Labyrint (tv-serie, 2007)
- Livet i Fagervik (tv-serie, 2008)
- Ægte mennesker (tv-serie, 2012-2013)
- Fjällbacka-mordene - Venner for livet (2013)
- 112 Aina (tv-serie, 2013-2015)
- Black Widows (tv-serie, 2016-2017)
- Sunes jul (2017)
- Storm på Stillevænget (julekalender, 2018)
- Mord i Skærgården (tv-serie, 2020)
- Bonusfamilien (tv-serie, 2021)
- Længe leve bonusfamilien (2022)
- Strul (2024)